# Jule Charney
Pour les articles homonymes, voir Charney.
Jule Gregory Charney, né le 1er janvier 1917, et mort le 16 juin 1981, est un météorologue américain qui joua un rôle important dans le développement de la prévision météorologique. Il a ainsi développé les équations du tourbillon quasi-géostrophique qui servent à la modélisation des mouvements à grande échelle de l'atmosphère. Il développa également une explication physique convaincante du développement des cyclones extratropicaux (dépressions des latitudes moyennes) grâce à l'instabilité baroclinique. Le rapport – dit rapport Charney –  sur le lien entre les émissions de CO2 et le climat, qu'il coordonna en 1979, annonce les futurs travaux du GIEC sur le sujet.

## Biographie

### Enfance et formation
Jule Gregory Charney est né à San Francisco le 1er janvier 1917. Ses parents Stella et Ely Charney font partie de la communauté juive d'origine russe. Stella est une pianiste accomplie et donne à son fils le goût de la musique, même si celui-ci ne joue pas d'un instrument particulier. Dans un entretien, Jule Charney raconte qu'il s'amusait enfant avec un petit voisin, très doué pour le violon, Yehudi Menuhin. Ses parents déménagent, en 1924, à Los Angeles où il effectue les premières années de sa scolarité. Ses parents se séparent en 1931. Jule Gregory Charney vit quelques mois dans le Bronx à New York où il fréquente la Morris High School avant de rejoindre sa mère à Hollywood où celle-ci a trouvé du travail dans le milieu du cinéma. Un médecin ayant détecté, par erreur, une faiblesse cardiaque, Jule Gregory ne pratique que très peu d'activités sportives, ce qui lui laisse beaucoup de temps libre pour s'adonner à sa passion pour les mathématiques, pratiquement en autodidacte, même si le mathématicien Max Zorn, récemment émigré aux États-Unis, le soutient dans sa formation. Élève brillant mais désargenté, il entre en 1934  à l'Université de Californie à Los Angeles au département de mathématiques. Il y obtient son bachelor en 1938. Alors qu'il poursuit ses études, toujours au département de mathématiques, il rencontre en 1940, Jacob Bjerknes, venu en tant que professeur invité, mettre en place un programme de météorologie. Charney intègre le programme et en devient maître assistant en 1941. C'est un professeur très apprécié de ses étudiants qui l'élisent même, en 1943, "Roi des professeurs", lors de la fête du Mardi gras. Jule Charney est également un chercheur passionné. Le norvégien Jørgen Holmboe, qui a accompagné Jacob Bjerknès, devient son directeur de thèse. Jule Charney travaille sur les dépressions des latitudes moyennes et développe une explication physique quant à leur formation et à leur développement. Il échange beaucoup avec Carl-Gustaf Rossby du MIT, les approches de ce dernier étant différentes de celles de l'école norvégienne.  

### Vie familiale
Par des amis communs, Jule Charney rencontre en 1944 Elinor Kesting Frye, qu'il épouse en 1946. Celle-ci a déjà un fils, Nicholas, que Jule élève comme s'il était le sien. Il aura ensuite deux autres enfants : Nora et Peter. Il divorce en 1967 et épouse l'artiste peintre Loïs Swirnoff dont il divorce en 1977. Il passe les dernières années de sa vie avec la photographe Patricia Peck.

### Premier modèle de prévision numérique
Travailleur acharné, Jule Charney s'intéresse particulièrement à la résolution des équations dynamiques qui régissent le comportement de l'atmosphère. Après avoir soutenu sa thèse en 1946, il rejoint pour un an l'équipe de Carl Rossby. Ce dernier le convainc d'assister à la conférence de Princeton, organisée par John von Neumann, sur « la météorologie dynamique et le calcul électronique automatique à grande vitesse ». La rencontre est décisive pour Jule Charney qui, sans qu'aucun engagement formel ne soit pris, se passionne pour l'idée. Au printemps 1947, Jule Charney se rend à Oslo où il rencontre le météorologiste anglais Eric Eady qui travaille sur le même sujet que lui. Nourri par tous ses échanges et notamment grâce à la collaboration d'Arnt Eliassen, Jule Charney va pouvoir démontrer qu'à l'échelle synoptique, pour les latitudes moyennes, on peut faire les approximations d'un vent horizontal quasi géostrophique et d'une pression quasi hydrostatique. Ceci permet d'envisager la résolution des équations dynamiques qui régissent le comportement de l'atmosphère aux échelles considérées, et, donc, de pouvoir concevoir un premier modèle de prévision numérique de l'atmosphère. Celui-ci est préparé à l'Institute for Advanced Study que Jule Charney a rejoint, ainsi qu'Anrt Eliassen pour quelques mois. Ce dernier est ensuite remplacé par Ragnar Fjørtoft. Le test se déroule en mars 1950, à Aberdeen, sur l’ENIAC, un des premiers calculateurs électroniques. Il faut cinq semaines pour que l'équipe, constituée de Jule Charney, Ragnar Fjortoff, Joseph Smagorinsky, George Platzman et John Freeman, réalise trois prévisions concluantes, mais le résultat est là: les modèles de prévision numérique, imaginés par Lewis Fry Richardson, deviennent une réalité. Jule Charney écrit d'ailleurs, en 1952, à Richardson pour lui faire part de ces avancées, mais ce dernier lui répond, tout en le félicitant, être passé à un autre domaine de recherches, à savoir les causes de la guerre.

### Développement de la prévision numérique à Princeton
Ce premier modèle est un modèle barotrope, c'est-à-dire qu'il fait l'hypothèse que les mouvements de l'atmosphère sont horizontaux, que l'atmosphère est incompressible et que la température de l'air est la même pour une pression donnée. Ce sont évidemment des approximations et l'amélioration des modèles de prévision numérique passe par leur remise en cause. D'autres météorologues, à Stockholm et à Londres, travaillent également dans ce domaine. La prise en compte des avancées scientifiques est cependant fortement liée à la puissance des calculateurs qui doivent effectuer les calculs nécessaires à la résolution des équations. Pour affiner les hypothèses et s'approcher du fonctionnement réel de l'atmosphère, il faut de la puissance de calcul. C'est encore le cas aujourd'hui. À Princeton, Norman Phillips a rejoint Jule Charney pour développer un modèle qui distingue trois couches de l'atmosphère pour s'affranchir de l'hypothèse barotropique de la totalité de la couche de l'atmosphère. Ils mettent ainsi au point un des premiers modèles baroclines, dit modèle de Princeton. Celui-ci permet de reproduire, a posteriori, la  tempête du Thanksgiving Day de 1950 qui causa plus de 300 morts dans la région d'Atlantic City. Francis W. Reichelderfer, qui dirige alors le Weather Bureau, identifie le potentiel de la modélisation numérique et crée, le 1er juillet 1954, en collaboration avec l'US Army, le Joint Numerical Weather Prediction Unit (JNWPU) à Washington pour donner à cette nouvelle technique un débouché opérationnel. Dès lors, Jule Charney, qui est un chercheur pur, se désintéresse progressivement de la question et rejoint en 1956 le MIT pour s'occuper plus largement des sciences de l'atmosphère.

### Années au MIT
Jule Charney arrive au MIT en juillet 1956. Il y retrouve des scientifiques de haut niveau, notamment le météorologue Edward Lorenz qui n'a pas encore mis en évidence le caractère chaotique de l'atmosphère (ce sera en 1963). Il y retrouve également le mathématicien Willem V. R. Malkus avec lequel il organise un séminaire sur la dynamique des fluides géophysiques, nouveau sujet d'études pour Charney. Il s'intéresse notamment au Gulf Stream, à la formation des ouragans, ainsi qu'à la propagation verticale des ondes de Rossby, avec Phil Drazin. C'est d'ailleurs ce dernier sujet qu'il considère comme son œuvre phare des années passées au MIT. 
Il fait également partie du National Research Council Committee on Meteorology, aux côtés de Rossby, Von Neumann, mais aussi de l'océanographe Roger Revelle, du géophysicien Lloyd Berkner. Ce comité va être à l'origine, en 1960, de la création du National Center fot Atmospheric Research (NCAR) à Boulder. En juillet 1960, en tant que conseiller de l'American Meteorological Society, Jule Charney est chargé de l'élaboration de son programme scientifique.
Dès l'arrivée des mesures satellitaires, Jule Charney, Joe Smagorinsky et Bert Bolin promeuvent au sein de l'Organisation météorologique mondiale (OMM) l'idée de réaliser une expérience mondiale pour mesurer et prévoir la circulation atmosphérique à grande échelle. Bien que l'action ait été décidée dès 1967, le Global Atmospheric Research Program (GARP) n'est mis en œuvre dans sa globalité, qu'en février 1979, après des expérimentations réussies (projets ETGA sur l'Atlantique, Monex (mousson) et Alpex). Le rapport de Jule Charney, daté de 1966, intitulé The feasibility of a global observation and analysis experiment, aurait été décisif pour en obtenir le financement, d'après Norman Phillips qui rédige son hommage nécrologique dans le bulletin de l'OMM en octobre 1981. 
Jule Charney s'intéresse à la chimie de l'atmosphère. C'est en tant que spécialiste de ce sujet, que l'Académie des sciences, à qui la Maison Blanche (administration de Jimmy Carter) a commandé un rapport sur l'effet des activités humaines sur le climat, lui confie de coordonner les études sur l'impact dans l'atmosphère des émissions de CO2. Pour son rapport, dit rapport Charney, Jule Charney a fait appel à des experts reconnus : Akio Arakawa (université de Californie à Los Angeles), Dr James Baker (Washington), Bert Bolin (Stockholm), Robert E. Dickinson (NCAR), Richard M. Goody (Harvard), Cecil E. Leith (NCAR), Henry Stommel (Woods Hole Oceanographic Institution), Carl Wunsch (MIT). Le rapport est approuvé par un comité de scientifiques émérites, comme Verner E. Suomi, Edward Selig Epstein, ou encore Joseph Smagorinski et Roger Revelle. La conclusion en était que, en cas de doublement du CO2 atmosphérique, le réchauffement global se situerait dans une fourchette comprise entre 1,5 °C et 4,5 °C,. Ces premiers résultats sont tout à fait cohérents avec le premier rapport du GIEC dont Bert Bolin est le premier directeur. 
Jule Charney dirige le département de météorologie du MIT de 1974 à 1977. 
Il meurt des suites d'un cancer à Boston le 16 juin 1981. L'annonce de son décès fait l'objet d'un article dans l'édition du New York Times du 18 juin 1981.

## Publications
Un fonds Jule-Charney contenant l'ensemble de ses publications (28 cartons), des documents manuscrits (3 boîtes) est conservé au MIT. 
Parmi ses publications, on peut citer :
- sur la prévision numérique

1947 On the general circulation of the atmosphere in middle latitudes. (with C.-G. Rossby et al.) Bull.Amer. Met. Soc. 28, 255-280.
1948 On the Scale of Atmospheric Motions, Geofys. Publikasjoner. 17, 1-17.
1949 On a physical basis for numerical prediction of large-scale motions in the atmosphere. J. Meteor. 6, 371-385.
1950 avec R. Fjortoft and J. von Neumann: Numerical integration of the barotropic vorticity equation. Tellus. 2, 237-254
1953 avec N.A. Phillips: Numerical integration of the quasi-geostrophic equations for barotropic and simple baroclinic flows. J. Meteor. 10, 71-99
- sur le couplage océan-atmosphère

1955 The Gulf Stream as an inertial boundary layer. Proc. Nat. Acad. Sci. 41, 731-740.
- sur le climat et les émissions de CO2

1979 National Research Council.  1979. Carbon Dioxide and Climate: A Scientific Assessment. Washington, The National Academies Press. https://doi.org/10.17226/12181.